# Belgrandia
Belgrandia is een geslacht van weekdieren uit de klasse van de Gastropoda (slakken).

## Soorten
- Belgrandia acuta (de Stefani, 1877) †
- Belgrandia deydieri (Depéret & Sayn, 1901) †
- Belgrandia dunalina (Moquin-Tandon, 1856)
- Belgrandia gibba (Draparnaud, 1805)
- Belgrandia marginata (Michaud, 1831)
- Belgrandia silviae Rolán & Oliveira, 2009
- Belgrandia velonae Esu & Girotti, 2015 †
- Belgrandia zlatae Esu & Girotti, 2016 †